# Giornata mondiale della gioventù 2005
La XX Giornata mondiale della gioventù ha avuto luogo dal 15 al 21 agosto 2005 a Colonia, in Germania.  È stato il primo viaggio fuori dall'Italia per papa Benedetto XVI.
Lo slogan dell'Incontro è stato "Siamo venuti per adorarlo" (Mt 2,2): con questa frase il papa ha invitato i giovani fedeli a mettersi nell'atteggiamento interiore dei Magi che andarono a Betlemme ad adorare Gesù.

## La scelta della sede
Papa Giovanni Paolo II proclamò ufficialmente la celebrazione della XX GMG a Colonia al termine di quella del 2002, tenutasi a Toronto. Qualche anno prima, Giovanni Paolo II aveva preannunciato la scelta della città di Colonia per una delle prime GMG del nuovo millennio, perché «dalla Germania sono venute nel secolo passato catastrofi gravi per l'umanità, ed è bello che venga adesso un grande segno di speranza».

## Il logo
Il logo della GMG 2005 è composto da 5 simboli:
- la Croce rossa, che domina il logo. Il color rosso richiama l'amore, la passione e la sofferenza.
- la stella cometa.
- il duomo di Colonia, dove si è svolta la Giornata mondiale della gioventù. In questo luogo sono conservate le reliquie dei Re Magi, venerate dai fedeli.
- l'arco ellittico, che contiene vari livelli d'interpretazione. Avendo la forma stilizzata di un C, rappresenta Cristo e la comunione universale della Chiesa (communio).
- la parte inferiore, portante, dell'arco, che rappresenta al Reno e ad una barca.[3]

Durante la cerimonia di chiusura il logo della spianata di Marienfeld è stato rotto in cinque pezzi, consegnati ad altrettanti rappresentanti dei cinque continenti.

## Il programma delle giornate

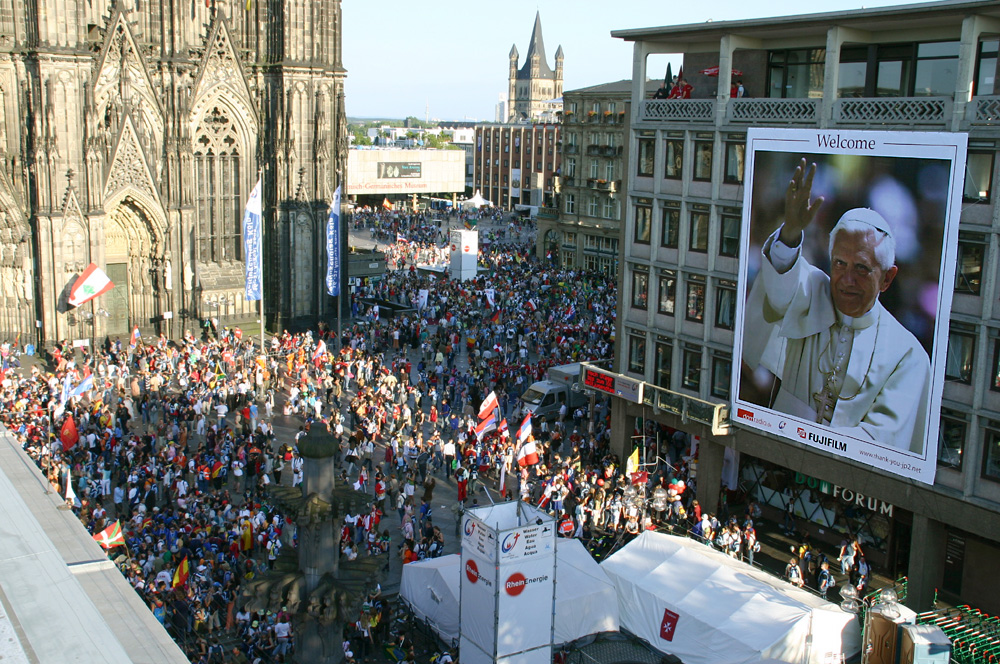
Giovani a Colonia

- Da giovedì 11 a domenica 14 agosto: in tutta la Germania si sono svolte le Giornate d'incontro con le diocesi tedesche: una sorta di gemellaggio con le diocesi straniere.
- Venerdì 12 agosto: Un'iniziativa tra cattolici e musulmani è avvenuta a Münster, durante la tradizionale preghiera del Venerdì. La locale moschea ha accolto 35 ragazzi e i loro sacerdoti, provenienti dalla diocesi italiana di Cesena, e l'imam hanno tenuto un intervento sul tema della pace e dell'unione fra i popoli.
- Martedì 16 agosto: La ventesima GMG ha avuto inizio ufficialmente nel pomeriggio con la Messa di apertura nei tre stadi principali della città. Presiede l'arcivescovo di Colonia Joachim Meisner. Contemporaneamente si sono svolte altre due messe a Bonn e a Düsseldorf, le altre due città che ospitano i partecipanti alla GMG[4].
- Mercoledì 17 agosto: Inizio della tre giorni di catechesi mattutina per i partecipanti, tenute da vari vescovi nelle chiese di Colonia, Bonn e Düsseldorf, dove sono stati ospitati i giovani pellegrini. Italyani Köln: allo stadio di Colonia si è tenuta una festa di giovani pellegrini provenienti dall'Italia e di fedeli italiani emigrati all'estero ed in particolare in Germania. Interventi dei cardinali Ruini (presidente della CEI), Meisner e Lehman (presidente della Conferenza episcopale tedesca).

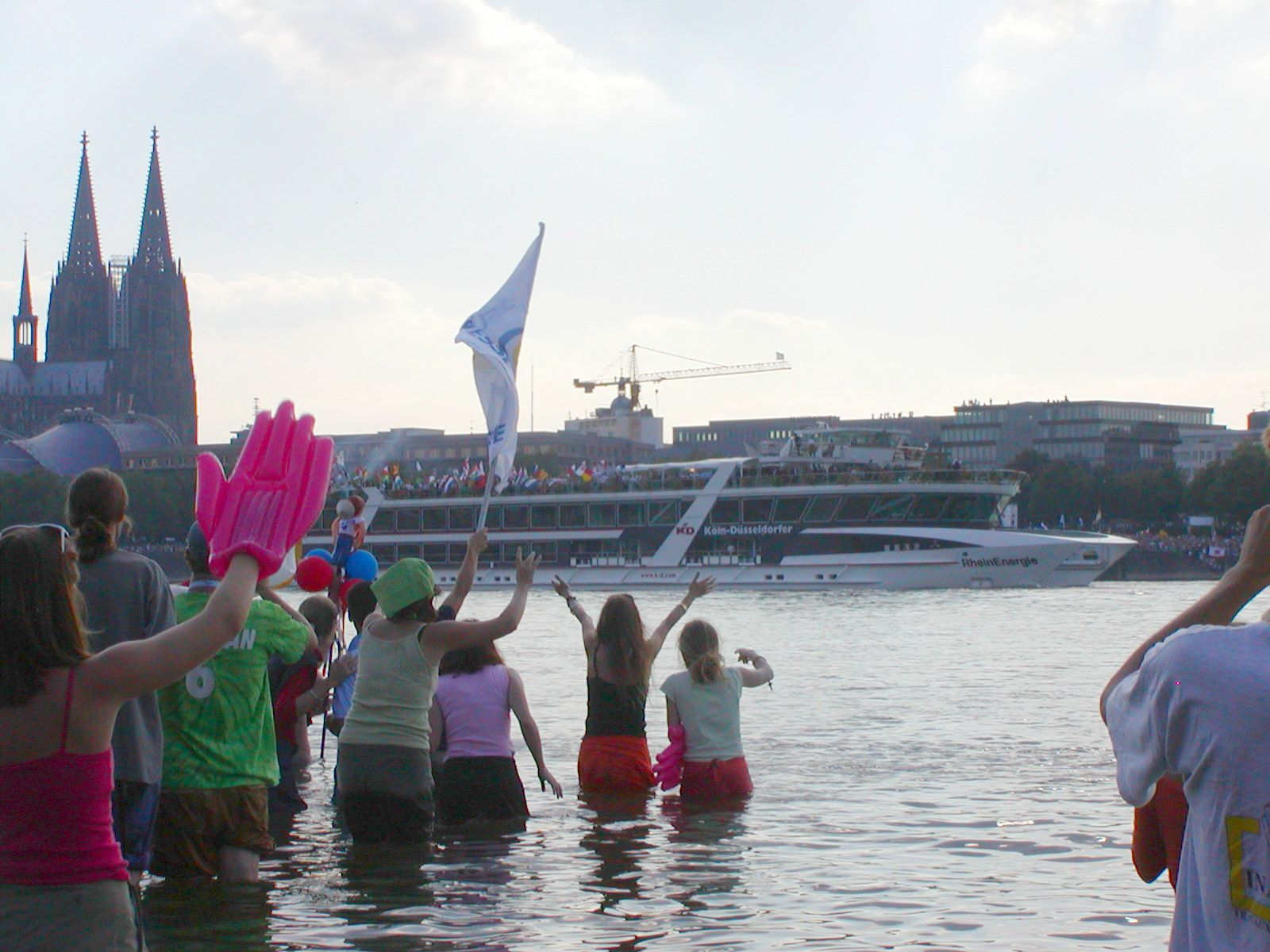
Arrivo in barca del Pontefice

- Giovedì 18 agosto: Arrivo in barca del Pontefice Ore 12: Arrivo di Benedetto XVI a Colonia. Il Papa è stato accolto da una rappresentanza di giovani e dal presidente tedesco Horst Köhler e dal cancelliere Gerhard Schröder. Ore 17: il Pontefice è giunto a Colonia con un'imbarcazione. La barca, prima di giungere al duomo, ha attraccato alla banchina del Poller Rheinwiesen, da cui il Papa ha pronunciato il discorso di saluto ai presenti.[5].
- Venerdì 19 agosto: In mattinata Benedetto XVI ha visitato il presidente della Repubblica Federale di Germania nella villa Hammerschmidt di Bonn. A mezzogiorno è avvenuta una visita alla sinagoga di Colonia. Alle 17 ha incontrato i seminaristi nella chiesa di S. Pantaleon a Colonia. In serata un incontro ecumenico nell'arcivescovado di Colonia.
- Sabato 20 agosto: Benedetto XVI ha dato udienza ad alcune autorità politiche e civili tedesche; ai rappresentanti di alcune comunità musulmane. I giovani, raggiunta la Spianata di Marienfeld (ex miniera di lignite), presso Türnich e Kerpen, hanno partecipato alla veglia con il Papa.
- Domenica 21 agosto: In mattinata messa nella spianata di Marienfeld, a cui è seguita la recita dell'Angelus. Nel pomeriggio l'incontro con i vescovi della Germania nella Piussaal del Seminario di Colonia. Saluto al Comitato Organizzatore della GMG 2005 e congedo.[6]

## Concessione dell'indulgenza plenaria
Il papa ha deciso di concedere l'indulgenza plenaria a quanti hanno partecipato alla Giornata mondiale della gioventù di Colonia e l'indulgenza parziale agli altri fedeli, ovunque si trovino durante la GMG, qualora preghino per i giovani.

## I numeri

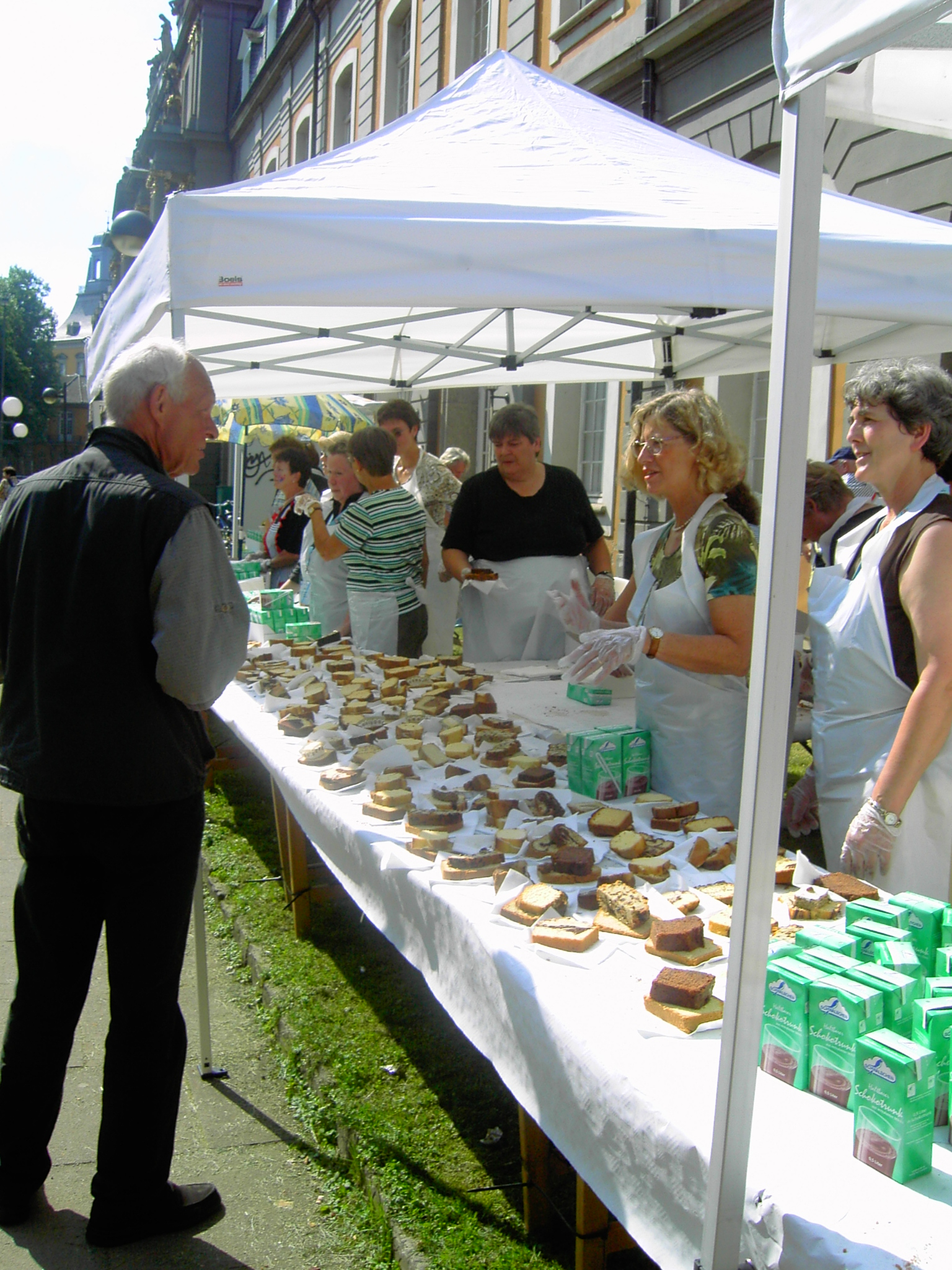
Distribuzione dei pasti

Secondo il quotidiano cattolico Avvenire all'incontro hanno partecipato circa un milione e duecentomila giovani, provenienti da centoventi nazioni del mondo.
I pellegrini iscritti ufficialmente sono stati 415.000, circa un terzo quindi dei presenti al Marienfeld, provenienti da 197 paesi del mondo, oltre a 800 cardinali e vescovi e 7000 giornalisti accreditati.

## L'inno
L'inno ufficiale della XX GMG è Venimus Adorare Eum, di Gregor Linßen.

## Patroni e intercessori
I principali patroni ed intercessori della GMG del 2005 sono stati:
| Immagine | Nome                               |
| -------- | ---------------------------------- |
|          | san Bonifacio                      |
|          | sant'Orsola                        |
|          | sant'Alberto Magno                 |
|          | santa Teresa Benedetta della Croce |
|          | beato Adolph Kolping               |